# Die Teufelsbrigade
Die Teufelsbrigade (Originaltitel: The Devil’s Brigade, Videotitel: Ein wüster Haufen) ist ein US-amerikanischer Kriegsfilm aus dem Jahr 1968. Andrew V. McLaglen inszenierte den Film nach dem 1966 erschienenen Roman The Devil’s Brigade von Robert H. Adleman und George Walton.

## Handlung
Während des Zweiten Weltkrieges bereiten sich britische Truppen auf Kommandounternehmen in den von den Deutschen besetzten Gebieten vor. Eines dieser Unternehmen hat einen Angriff in Norwegen zum Ziel. Damit sollen deutsche Truppen gebunden werden. Die dazu gebildete Kommando-Einheit, die First Special Service Force, wird von Lieutenant Colonel Frederick in Montana trainiert. Für Frederick, bislang auf der Etappe eingesetzt, ist es das erste Kommando im Feld.
Das Kommando besteht aus Kanadiern, kommandiert von Major Crown, und US-Soldaten unter Major Bricker. Während es sich bei den Kanadiern um hoch disziplinierte Mannschaften handelt, stammen die meisten US-Soldaten aus Militärgefängnissen. Entsprechend prägen Widersprüche, Zwistigkeiten und Feindschaft das Training, das mehrmals unterbrochen werden muss. Frederick greift zu einem psychologischen Trick, indem er den gemeinsamen Feind als Grundlage des gesunden Konkurrenzkampfes benutzt. Aus der anfangs zerstrittenen Gruppe wird mit der Zeit eine disziplinierte Kampfeinheit. Zu der Kameradschaft zwischen den ehemaligen Streithähnen trägt auch eine Kneipenschlägerei mit ein paar einheimischen Waldarbeitern bei.
Frederick erfährt, dass der Angriff in Norwegen abgeblasen wurde. Stattdessen werden seine Männer in Süditalien eingesetzt. Nachdem die Truppe ein von Deutschen besetztes Dorf eingenommen hat, soll sie in den Abruzzen einen Berg einnehmen, den schroffen Monte La Difensa, dessen Eroberung bislang als unmöglich galt. Aber ihre Mission ist erfolgreich. Die Männer können den Hügel erklimmen und unter großen Verlusten die Verteidigungsstellungen der Deutschen einnehmen. Obwohl die Verluste größer sind als erwartet, wird der Erfolg hoch eingeschätzt. Von nun an wird die First Special Service Force nur noch Teufelsbrigade genannt.

## Kritik
Das Lexikon des internationalen Films bezeichnete die Produktion als „militaristischer Durchhaltefilm in routinierter Abenteuer-Inszenierung.“
Die Filmzeitschrift Cinema schrieb: „Andrew V. McLaglen reizt jedes Kriegsfilmklischee der 60er aus und lässt Brutalität auf Langeweile folgen. Auch bedauerlich: William Holden („Die Brücke am Kwai“) verschenkt hier sein großes schauspielerisches Talent. Fazit: Gnadenlos und von fragwürdiger Moral“.
Kein gutes Haar an dem Streifen lässt der Evangelische Film-Beobachter: „Unverantwortbare Heroisierung einer militaristischen Sicht des Kampfes um des Kampfes willen. Abzulehnen!“

## Hintergrund
Der Film wurde am 15. Mai 1968 uraufgeführt. In Deutschland kam er am 14. Februar 1969 in die Kinos.
Für Gretchen Wyler war der Film das Leinwanddebüt. Hal Needham, der einen Sergeant spielt, war gleichzeitig der Stunt-Koordinator. Der reale Robert T. Frederick, pensionierter Major General, war Berater der Produktion. Der NFL running back Paul Hornung und Box-Mittelgewichtsweltmeister Gene Fullmer sowie der deutsche Profiboxer Norbert Grupe sind in Nebenrollen zu sehen.
Die Teufelsbrigade existierte wirklich als Teil der First Special Service Force. Ihr tatsächlicher Spitzname war The Black Brigade.